# Turističke spilje Hrvatske (2003.)
Turističke spilje Hrvatske, hrvatska dokumentarna serija iz 2003. godine redatelja Alana Šimunovića i Branimira Kosovca. Serija je o hrvatskim špiljama u tri nastavka.
Autorski dvojac, već iskusan u snimanju dokumentaraca o špiljama, serijom cjelovito prikazuje rijetku i bogatu ljepotu hrvatskih špilja, sa strane koju su dosad poznavali samo speleolozi i malobrojni znatiželjnici. Građa za seriju pripremana je dvije godine snimanjem na terenu. Obuhvaća sedamnaest hrvatskih podzemnih špilja. Rudolf Brajković skladao je ambijentalnu glazbu za seriju, a Domagoj Matizović napisao je tekst. 17 hrvatskih špilja obuhvaćeno je serijom, od Veternice do Modre špilje.